# クウェートの交通
クウェートの交通（クウェートのこうつう）は、産油国であり、2.25人あたり1台という高い自動車普及率もあって、ほとんど道路交通に依存している。クウェートの公共交通ネットワークは、完全にバスによって支えられており、国内には鉄道施設はない。長年の間に、いくつか鉄道計画がなされたこともあったが、いずれも実現に至っておらず、クウェート市の地下鉄網を設けようというクウェート都市高速輸送システム計画事業も中止となった。クウェートには、ペルシャ湾に面して、いくつかの港湾がある。空港は7か所あり、そのうち最大の規模のものは、民間専用となっているクウェート国際空港である。

## 鉄道

### 概要
クウェートには鉄道はないが、深刻化が進む交通渋滞を背景に様々な鉄道の計画がなされてきた。クウェートからオマーンまで、ペルシャ湾岸地域の諸都市を結びながら 2,000 km (1,200 mi) に及ぶ鉄道網を建設しようとするガルフ鉄道の計画では、クウェートはターミナルのひとつとなることが想定されている。4路線、総延長 171 km (106 mi) に及ぶクウェート市の地下鉄網計画も、計画段階から先へ進んでいない。かつて「ザ・ブールバード (The Boulevard)」という民間の遊園地が計画された際に、距離は不明ながら、園内に鉄道を敷設する計画があった。この遊園地は、2016年4月に開園したが、鉄道の計画は結局実現しなかった。

### 地下鉄
クウェート都市高速輸送システム計画事業は、4路線で総延長160km以上、69駅を開設するという計画であった。この計画は、何度も先送りにされてきており、2023年に資金不足のため公式に中止が発表された。

## 道路交通
2.25人あたり1台と自動車普及率が高いクウェートは、交通における道路交通への依存の度合いが大きい。舗装、未舗装を含めた道路延長は、2009年の時点で 6,524km であった。交通渋滞は一日中常態化しており、特にクウェート市において著しい。
他方では、高速走行しやすい道路環境もあって、重大な交通事故も多いとされており、2016年時点における交通事故死亡者数409名という数字は、人口比で日本の3倍に相当する高水準であったという。
鉄道がないため、クウェートの公共交通網は全面的にバス路線によるものとなっている。ただし、運行本数が限られているなど、旅行者にとっては実用的なものにはなっていない。
国有企業であるクウェート公共交通社 (Kuwait Public Transportation Company) は、1962年に設立された。同社は、地域の路線バスをクウェート全土で運行しているほか、湾岸諸国の各地への長距離バスも運行している。民間バス会社の中心になっているのはシティバス (CityBus) であり、国内28路線ほどを運行している。このほかに、クウェート・ガルフ・リンク公共交通サービス (Kuwait Gulf Link Public Transport Services) が2006年から運行を始めている。この会社もクウェート各地で路線バスを運行するとともに、近隣のアラブ諸国への長距離バスも運行している。

## 港湾

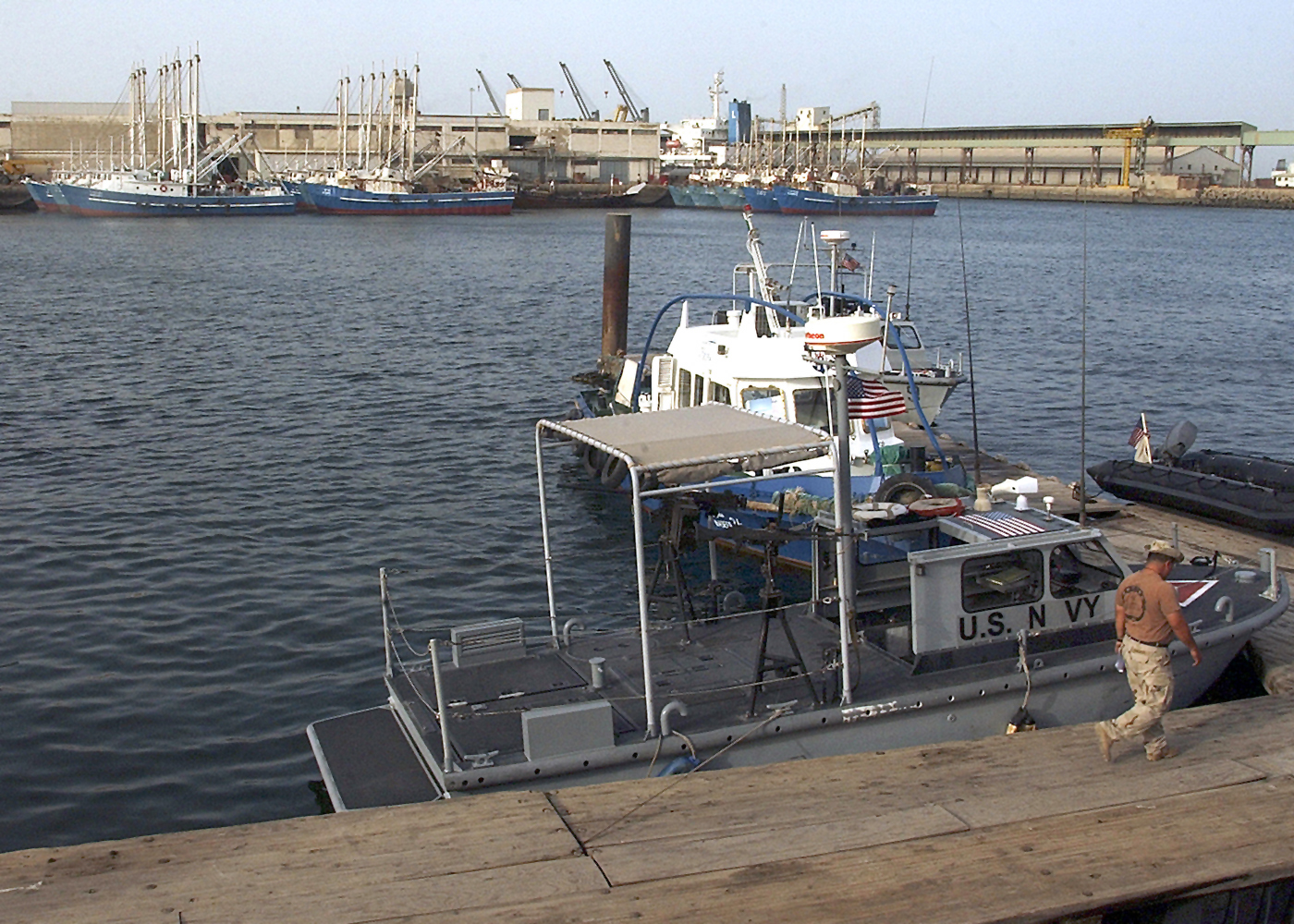
アシュ・シュアイバー港。

クウェートはペルシャ湾に面しており、アシュ・シュアイバー (Ash Shu'aybah)、アシュ・シュワイフ (Ash Shuwaykh)、クウェート (Kuwait)、ミナ・アブド・アッラー (Mina' 'Abd Allah)、ミナ・アル・アーマディ (Mina' al Ahmadi)、ミナ・スード (Mina' Su'ud) などの港がある。

## 空港
クウェートの主たる空港は、民間専用となっているクウェート国際空港である。他に、軍用空港が数か所ある。